# Cucciolone
Il Cucciolone è un gelato con biscotto prodotto dall'Algida. Si compone di due biscotti al malto con disegnate delle vignette umoristiche, che racchiudono tre strisce di gelato ognuna con un gusto diverso: panna, cacao magro e zabaione.

## Storia
La sua storia comincia nel 1980 quando la Eldorado, azienda gelatiera incorporata dall'Algida (a sua volta parte di Unilever), affianca al Camillino, il primo gelato con biscotto italiano, un nuovo gelato, il Cucciolone appunto. Ideatore e responsabile marketing del Cucciolone al suo primo lancio è stato Alberto Ritteri, che ne ha definito concept e nome. Negli anni ottanta inizia una collaborazione con la Disney che, oltre che la creazione di nuovi gelati, fra i quali i ghiaccioli "Topolino" e "Pippo" e la coppetta "Sport Goofy", porta una innovazione al Cucciolone: sui biscotti compaiono infatti delle vignette con protagonisti Paperino, Topolino, Pippo e altri membri della famiglia Disney.
Conclusa l'esperienza con la Disney, le vignette rimangono, ma cambiano i protagonisti; nascono così le avventure di Eldo Leo, il leone mascotte della Eldorado, inventato da Silver, disegnate dal 1989 dal famoso fumettista Giorgio Cavazzano, scelto da Unilever. Con l'incorporazione della Eldorado, la Algida iniziò a produrre il Cucciolone, mantenendo la ricetta e le vignette; nel 2009 l'azienda ha rinnovato i disegni, sostituendo i personaggi della Eldorado con dei nuovi, con protagonista una mucca, disegnata da Federico Panella. Negli ultimi anni la Algida ha creato una vera linea di gelati che vantano il nome Cucciolone, tra cui il Cucciolone Cooky. In realtà, quest'ultimo esisteva già da tempo col nome di Cooky Snack ed era una creazione della stessa Algida, anziché della Eldorado.
Nel 2014 cambiano le barzellette, con una serie dedicata alla N.O.I.A., un'azienda che lavora per far annoiare la gente, che il Cucciolone avrebbe il compito di combattere.
Le vignette cambiano nuovamente nel 2021, quando la Algida annuncia la collaborazione con il fumettista Sio.

## Pubblicizzazione
(slogan dello spot)
Lo spot più famoso del Cucciolone risale agli anni novanta; un ragazzo sfida tre ragazzini a mangiare il cucciolone in dieci morsi ("Cucciolone: dieci morsi, dieci!"), decantandone le qualità mentre scorrono le immagini del gelato e del biscotto. Lo spot termina con i tre ragazzini che chiedono se possono mangiarlo e il ragazzo che ripropone la sfida, con lo slogan a concludere.

## Varietà
- Latte E Biscotti
- Bisco Time
- Cucciolone Cooky (noto precedentemente come Cooky Snack) – biscotto rotondo con cioccolato a scaglie e gelato alla stracciatella
- Milk Stick
- Latte e Cacao (2009-in produzione) – coppetta con gelato al latte e cacao
- Tricolore – dimensioni e forma come l'originale, ma ai gusti pistacchio, vaniglia e fragola
- Minyar –  dimensioni e forma come l'originale, ma ai gusti cioccolato, vaniglia e panna